# Galáxia Anã de Canes Venatici II
A Galáxia Anã de Canes Venatici II ou (CVn II) é uma galáxia anã esferoidal situada na constelação de Canes Venatici que foi descoberta em 2006 através de dados obtidos pelo Sloan Digital Sky Survey. A galáxia está localizada à distância de cerca de 150 kpc a partir do Sol e se move em direção a nossa estrela com a velocidade de cerca de 130 km/s. É classificado como uma galáxia anã esferoidal (dSph), o que significa que tem uma forma elíptica (relação de eixos ~ 2:1) com o raio de meia-luz de cerca de 74+14
−10 pc.